# La Martre (Var)
La Martre ist eine französische Gemeinde mit 221 Einwohnern (Stand 1. Januar 2022) im Département Var in der Region Provence-Alpes-Côte d’Azur. Sie gehört zum Arrondissement Draguignan und zum Kanton Flayosc.

## Geografie
Die Gemeinde liegt rund zehn Kilometer südöstlich von Castellane an der Grenze zum benachbarten Département Alpes-Maritimes. Die angrenzenden Gemeinden sind Châteauvieux im Norden, Séranon im Osten (Département Alpes-Maritimes), La Bastide im Südosten, Bargème im Süden und Brenon im Westen.
Durch das Gemeindegebiet verläuft der Fluss Artuby. La Martre liegt im Regionalen Naturpark Verdon.

## Bevölkerungsentwicklung
| 1962 | 1968 | 1975 | 1982 | 1990 | 1999 | 2006 | 2011 |
| ---- | ---- | ---- | ---- | ---- | ---- | ---- | ---- |
| 66   | 46   | 51   | 61   | 85   | 133  | 160  | 193  |

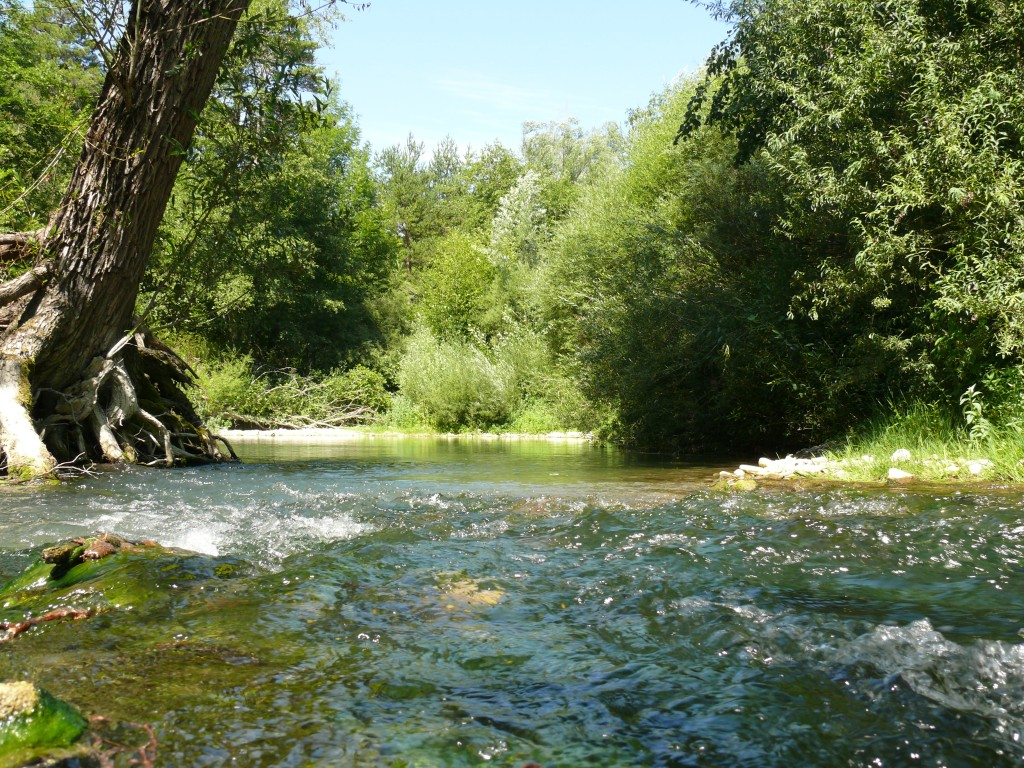
Der Artuby bei La Martre
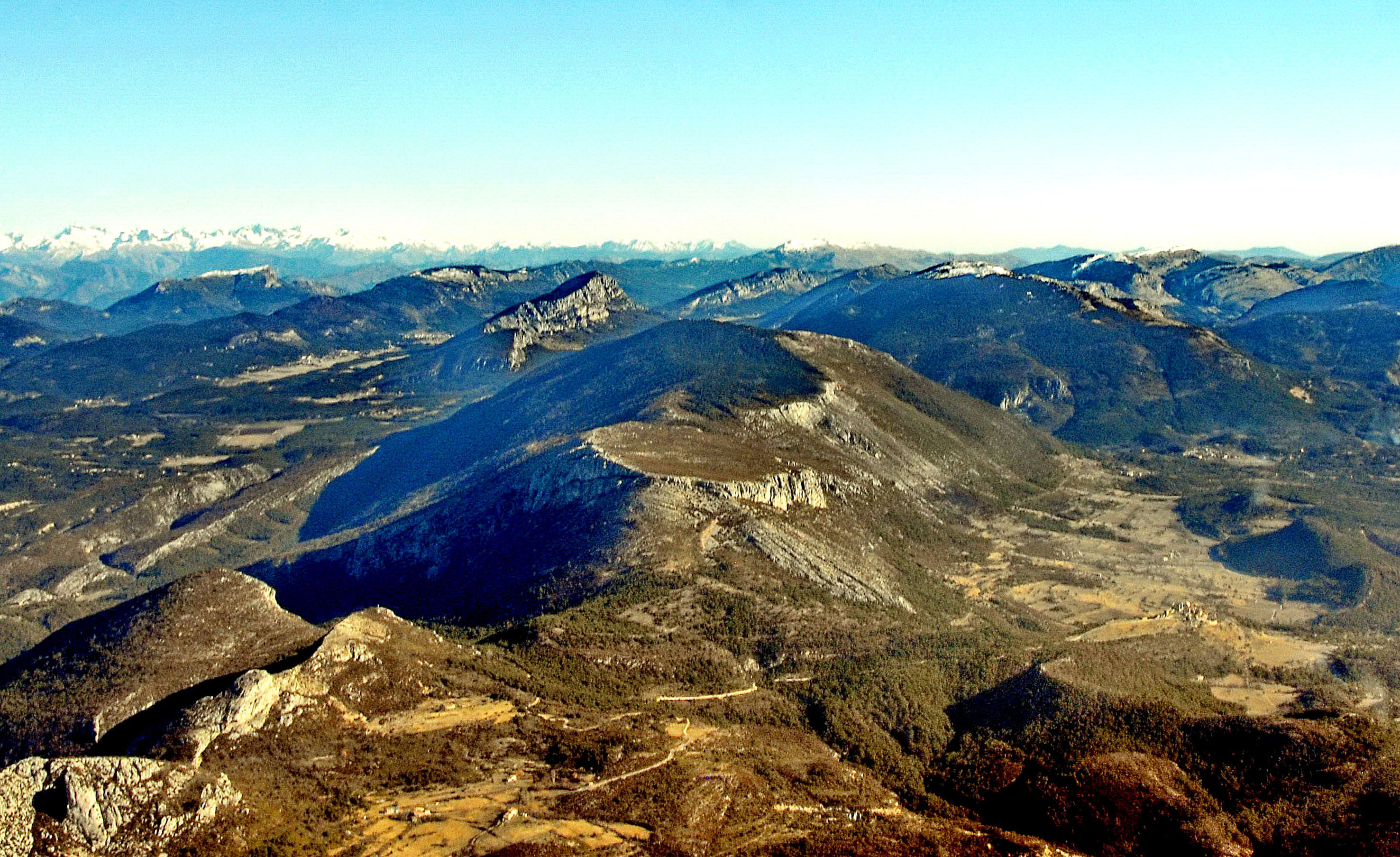
Montagne Brouis